# La Famille Klepkens
Pour plus de détails, voir Fiche technique et Distribution.
La Famille Klepkens est un film de fiction de Gaston Schoukens sorti en salle en 1929. C'est une adaptation d'un roman d'August Hendrickx, une comédie familiale qui fait le récit d'une famille bruxelloise patoisante cherchant fortune sur les Champs-Élysées de Paris. 
Ce film est considéré comme le premier film sonore belge. Le son est enregistré sur disque microsillon.

## Distribution
- Edwards
- Toontje Janssens
- Zizi Festerat
- Francis Martin
- Rodolphe Verlez
- Edwards
- Jean Jean[4]
- Gérard Rémy
- Julia Vander Hoeven
- Florence Nicoll
- Andrée Meunier
- Lucienne Masset
- Nelly